# Шагін Наджафі
Шагін Наджафі (перс. شاهین نجفی, Shahin Najafi, нар. 10 вересня 1980 у Бандар-Анзалі) — іранський музикант і співак, мешкає в Німеччині.
Пісні Наджафі зазвичай торкаються тем теократії, бідності, сексизму, цензури, дитячої праці, страт, наркозалежності і гомофобії. В інтерв'ю він заявляв, що намагається використовувати у своїй музиці поезію, літературу, філософські та політичні елементи.

## Дискографія
- We Are Not Man (With Tapesh 2012 Group) (ما مرد نیستیم) (2008)
- Illusion (توهم) (2009)
- The Year of Blood (سال خون) (2010)
- Nothing Nothing Nothing (2012) (هیچ هیچ هیچ)
- Tramadol (ترامادول) (2013)
- 1414 (EP) (2014)
- Sade (ص) (2015)
- Radicalism (2016) (راديكال)